# Гуанакасте (провинция)
Гуанакасте (на испански: Guanacaste) е една от 7-те провинции на централноамериканската държава Коста Рика. Гуанакасте се намира в северозападната част на страната, където граничи с Тихия океан. Провинцията е с население от 326 953 жители (по преброяване от май 2011 г.) и обща площ от 10 141 km².

## Кантони
Провинция Гуанакасте е разделена на 11 кантона, сред които са:
1. Абангарес
2. Ла Крус
3. Санта Крус
4. Тиларан